# Alpina nigrifasciata
Alpina nigrifasciata är en fjärilsart som beskrevs av Eugen Wehrli 1919. Alpina nigrifasciata ingår i släktet Alpina och familjen mätare. Inga underarter finns listade i Catalogue of Life.